# Cystobasidiomycetes
Cystobasidiomycetes er en klasse i Basidiesvampe rækken.